# 22x
22× Ilona Csáková je první výběrové album zpěvačky Ilony Csákové. Vyšlo v roce 2004. Je to první Best of album v kariéře zpěvačky. Mimo 19 skladeb vybraných ze všech (do roku 2004) vydaných řadových alb, obsahuje novinku Lásko ty lháři, úpravu písně Tornero a Megamix.
22× Ilona Csáková je DVD s kompletní sbírkou videoklipů zpěvačky Ilony Csákové. Tato DVD kolekce je složena z klipové prezentace zpěvačky z období 1993–2002. Sousled videií není seřazený chronologicky. Na nosiči lze postrádat připomínku účinkování Csákové se skupinou Laura a její tygři, či videoklip dua Rituál. Společně s DVD vyšel i CD Best of výběr zpěvačky 22x Ilona. Seznam skladeb na CD se s DVD liší. Větší část videoklipů režíroval F. A. Brabec.

## Seznam skladeb
1. Tornero 2004 3:30
2. Lásko, ty lháři 4:19
3. Natalie 3:32
4. Proč mě nikdo nemá rád 3:25
5. Když zbývá pár slov 3:24
6. Amsterdam 3:35
7. Zavři oči, když se červenám 2:11
8. Pink 2:43
9. Jedno tajemství 2:59
10. Včerejší láska 3:20
11. Babylon 2:48
12. Lháři 4:28
13. La Isla Bonita 3:25
14. Nepočítej 3:23
15. Léto 3:06
16. Moje místo 3:10
17. Malý vůz 2:20
18. Krásná 3:20
19. Časy se mění 3:14
20. Tornero 3:44
21. Chci královnou se stát 3:58
22. Megamix 7:37

## Bonusy
- Diskografie
- Fotogalerie